# Asides Besides
Asides Besides —  сборник британской группы Talk Talk, изданный лейблом EMI в 1998 году.

## Об альбоме
Релиз сборника  совпал с выходом дебютного сольного альбома Марка Холлиса, так как он был издан в том же 1998 году. Asides Besides состоит из двух дисков, первый из которых содержит ремиксы (большинство из них уже ранее появлялись на незаконно выпущенном альбоме, History Revisited), а также представляет собой особую ценность для фанатов. Второй диск состоит из демоверсий, записанных в 1981 году — «Mirror Man», «Talk Talk» и «Candy», кроме того, на диске имеются редкие композиции: «Why Is it So Hard?», входившая в саундтрек к фильму First Born, «My Foolish Friend», американский ремикс на «Dum Dum Girl» и изменённая версия «Eden». Но настоящую ценность на втором диске представляют песни, располагавшиеся на б-сайдах различных синглов группы, хотя по звучанию они не такие «мощные», как те композиции, которые брались для б-сайдов из альбомов Talk Talk. Однако эти композиции раскрывают экспериментальную сторону позднего творчества коллектива. Asides Besides может вызывать лишь интерес у поклонников раннего творчества Talk Talk, но для других — это безусловно ценная коллекция — отмечал в своем обзоре диска рецензент Крис Вудстра из Allmusic.

## Список композиций

### Диск 1
| №   | Название                                   | Длительность |
| --- | ------------------------------------------ | ------------ |
| 1.  | «Talk Talk (Extended version)»             | 4:34         |
| 2.  | «Today (Extended version)»                 | 4:33         |
| 3.  | «My Foolish Friend (Extended version)»     | 5:30         |
| 4.  | «It's My Life (Extended version)»          | 6:19         |
| 5.  | «Such a Shame (Extended version)»          | 7:00         |
| 6.  | «Such a Shame (Dub mix)»                   | 6:33         |
| 7.  | «Dum Dum Girl (12 mix)»                    | 5:23         |
| 8.  | «Life's What You Make It (Extended mix)»   | 7:01         |
| 9.  | «Living in Another World (Extended remix)» | 8:58         |
| 10. | «Pictures of Bernadette (Dance mix)»       | 8:58         |
| 11. | «Happiness Is Easy (12 mix)»               | 7:02         |

### Диск 2
| №   | Название                                | Длительность |
| --- | --------------------------------------- | ------------ |
| 1.  | «Talk Talk (Demo)»                      | 3:28         |
| 2.  | «Mirror Man (Demo)»                     | 3:30         |
| 3.  | «Candy (Demo)»                          | 4:24         |
| 4.  | «Strike Up the Band»                    | 2:45         |
| 5.  | «?»                                     | 2:45         |
| 6.  | «My Foolish Friend»                     | 3:19         |
| 7.  | «Call in the Night Boy (Piano version)» | 3:49         |
| 8.  | «Why Is It So Hard»                     | 4:24         |
| 9.  | «Again a Game…Again»                    | 4:24         |
| 10. | «Without You»                           | 3:26         |
| 11. | «Dum Dum Girl (US mix)»                 | 3:39         |
| 12. | «It's Getting Late in the Evening»      | 5:45         |
| 13. | «For What It's Worth»                   | 5:21         |
| 14. | «Pictures of Bernadette»                | 5:03         |
| 15. | «Eden (Edit)»                           | 4:03         |
| 16. | «John Cope»                             | 4:38         |